# Velká louka
Velká louka je přírodní památka poblíž obce Orlické Záhoří v okrese Rychnov nad Kněžnou. Oblast spravuje AOPK ČR Správa CHKO Orlické hory. Důvodem ochrany je rašelinná louka s bohatou květenou.

## Historie
Přírodní památka byla vyhlášena usnesením 209 Okresního národního výboru Rychnov nad Kněžnou ze dne 1. července 1982.

## Galerie

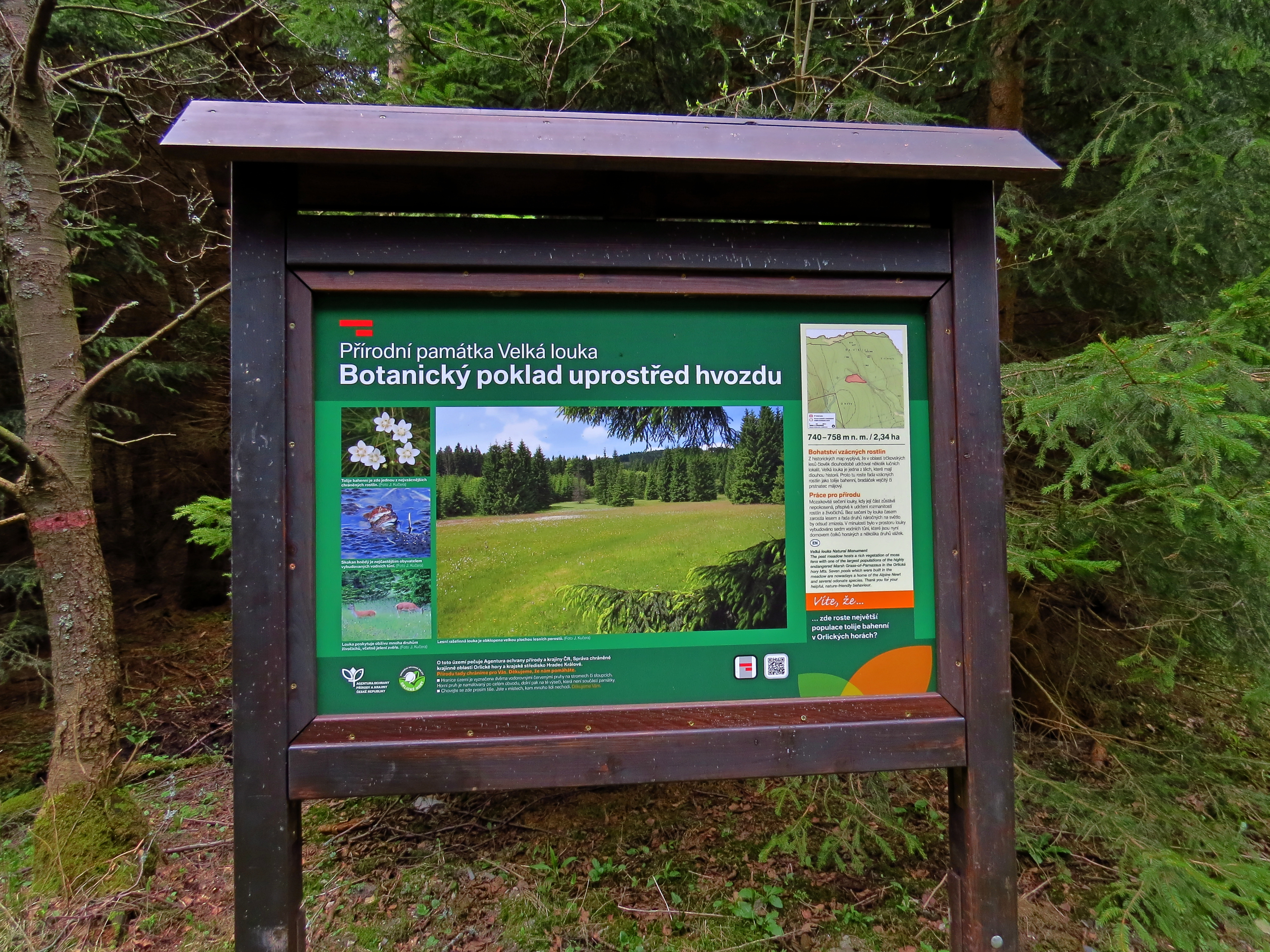
Infotabule
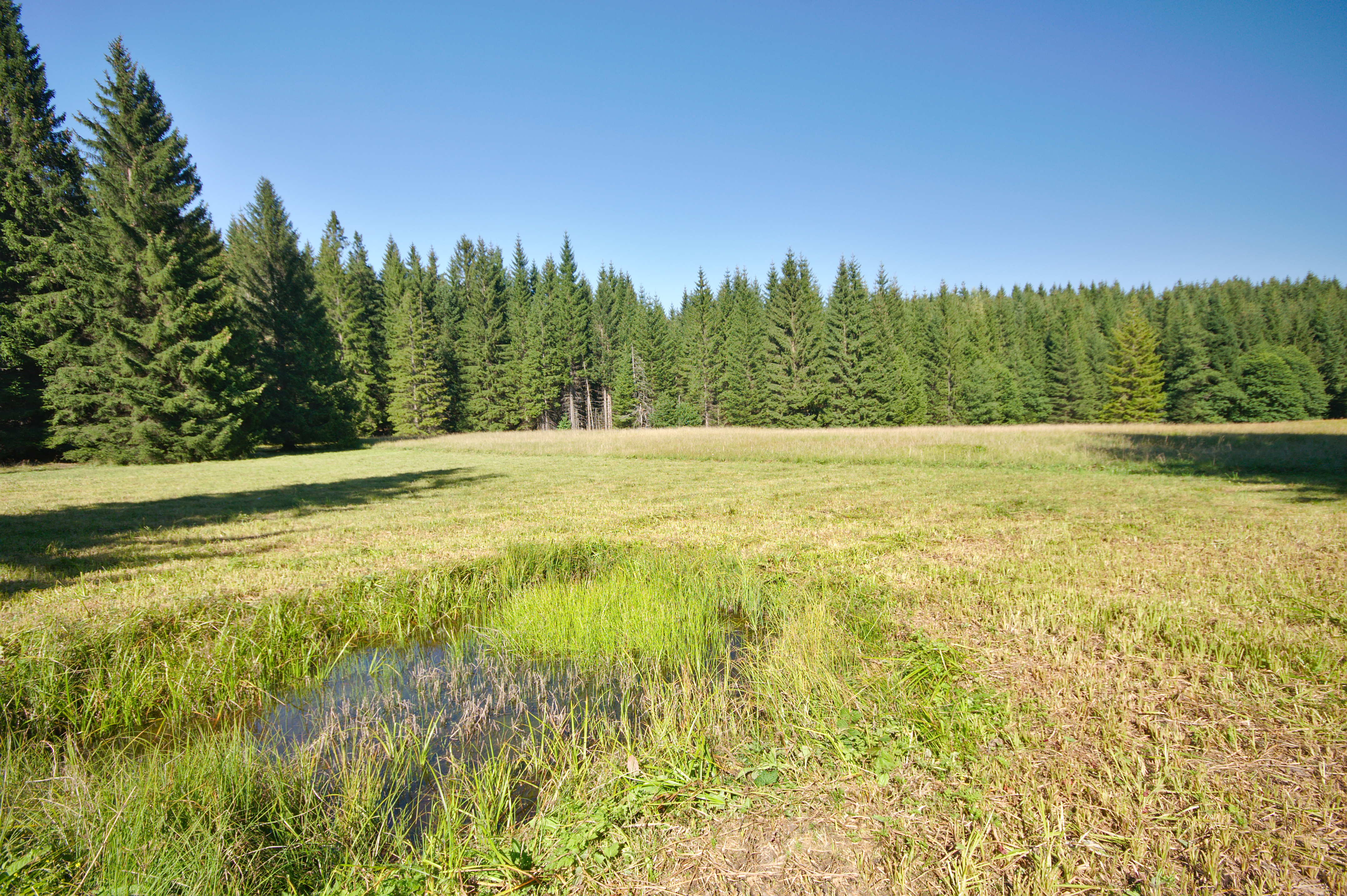
Pohled na louku
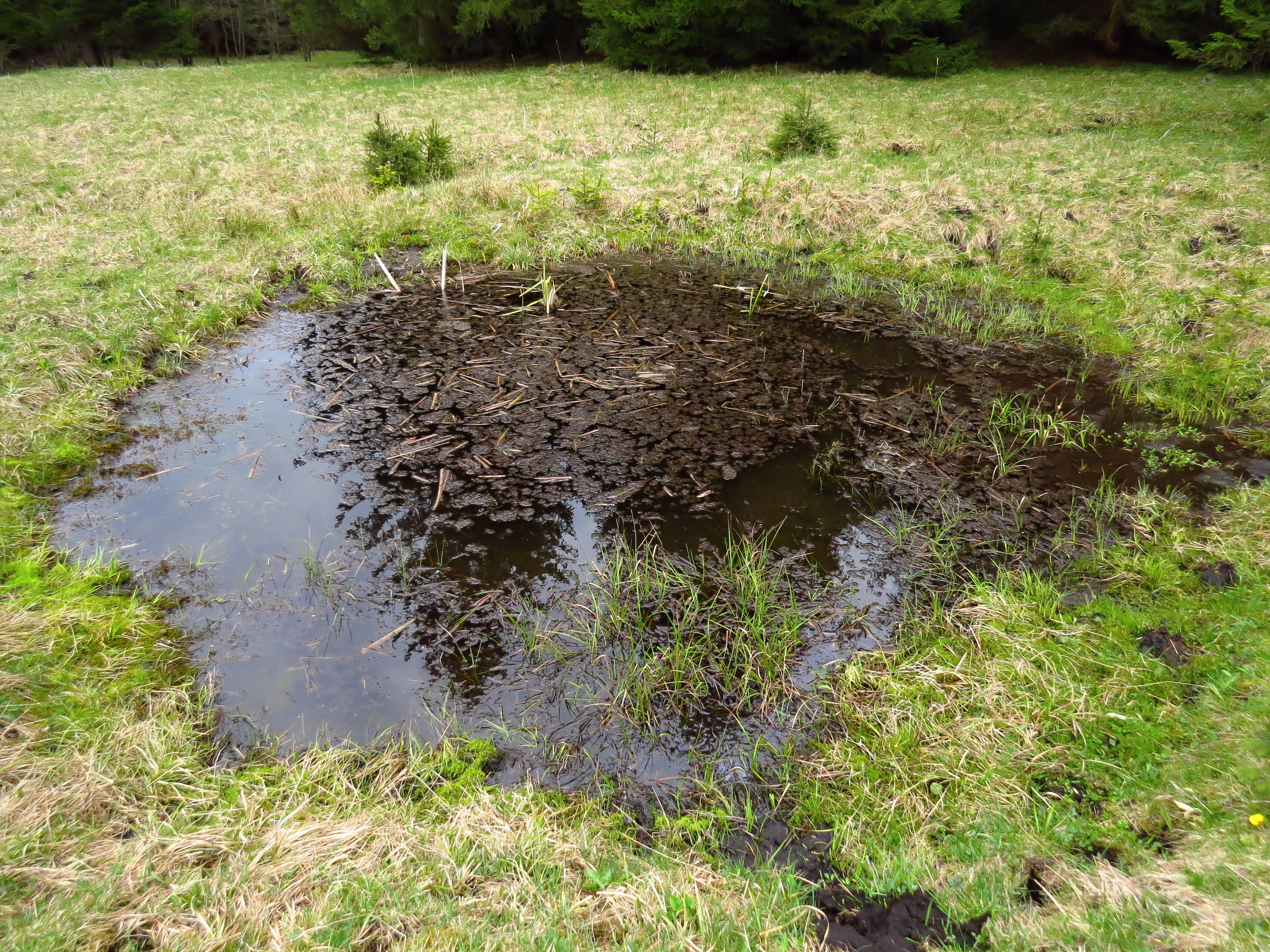
Jedno z jezírek na louce, biotop čolka velkého
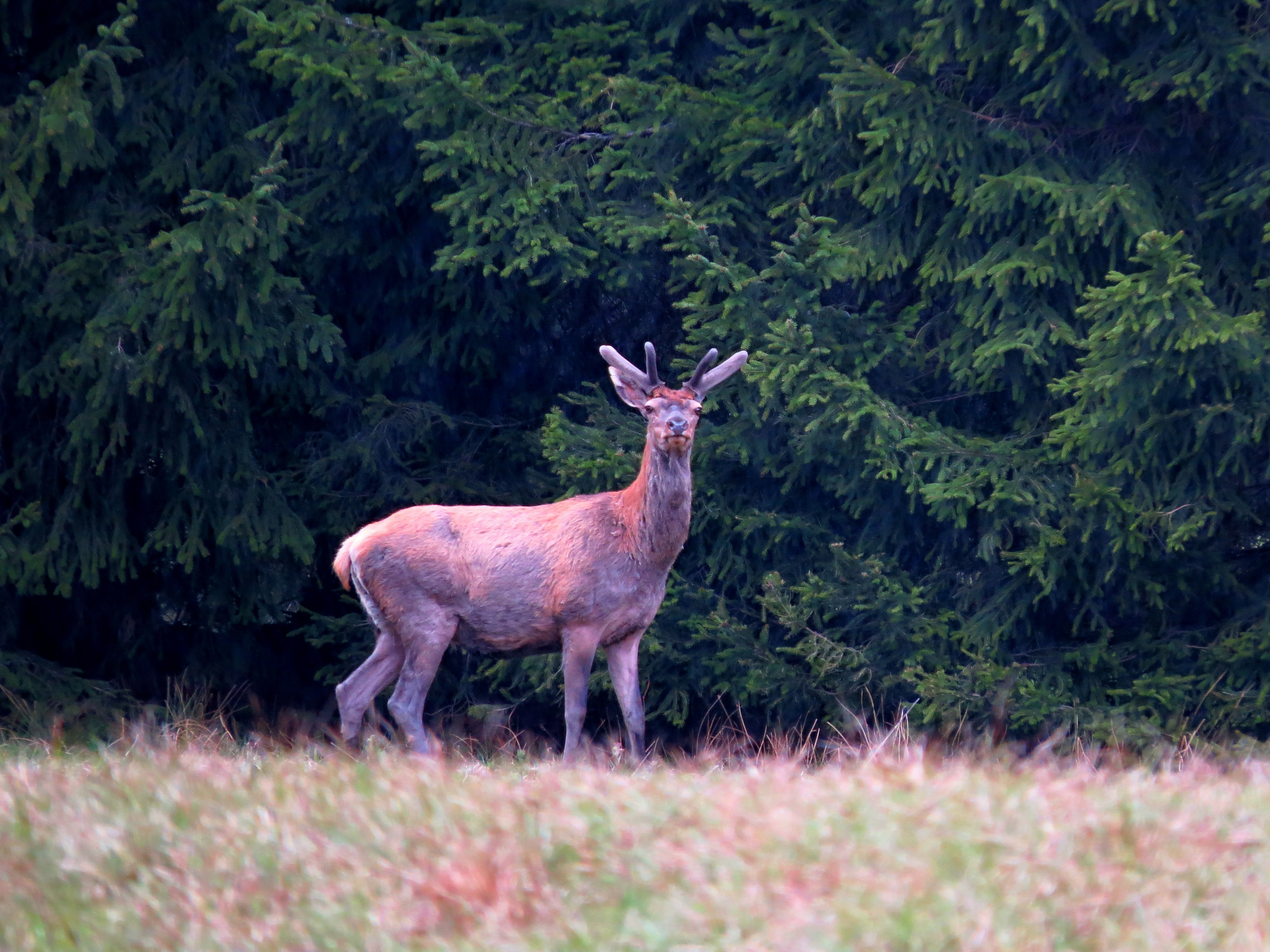
Mladý jelen na louce
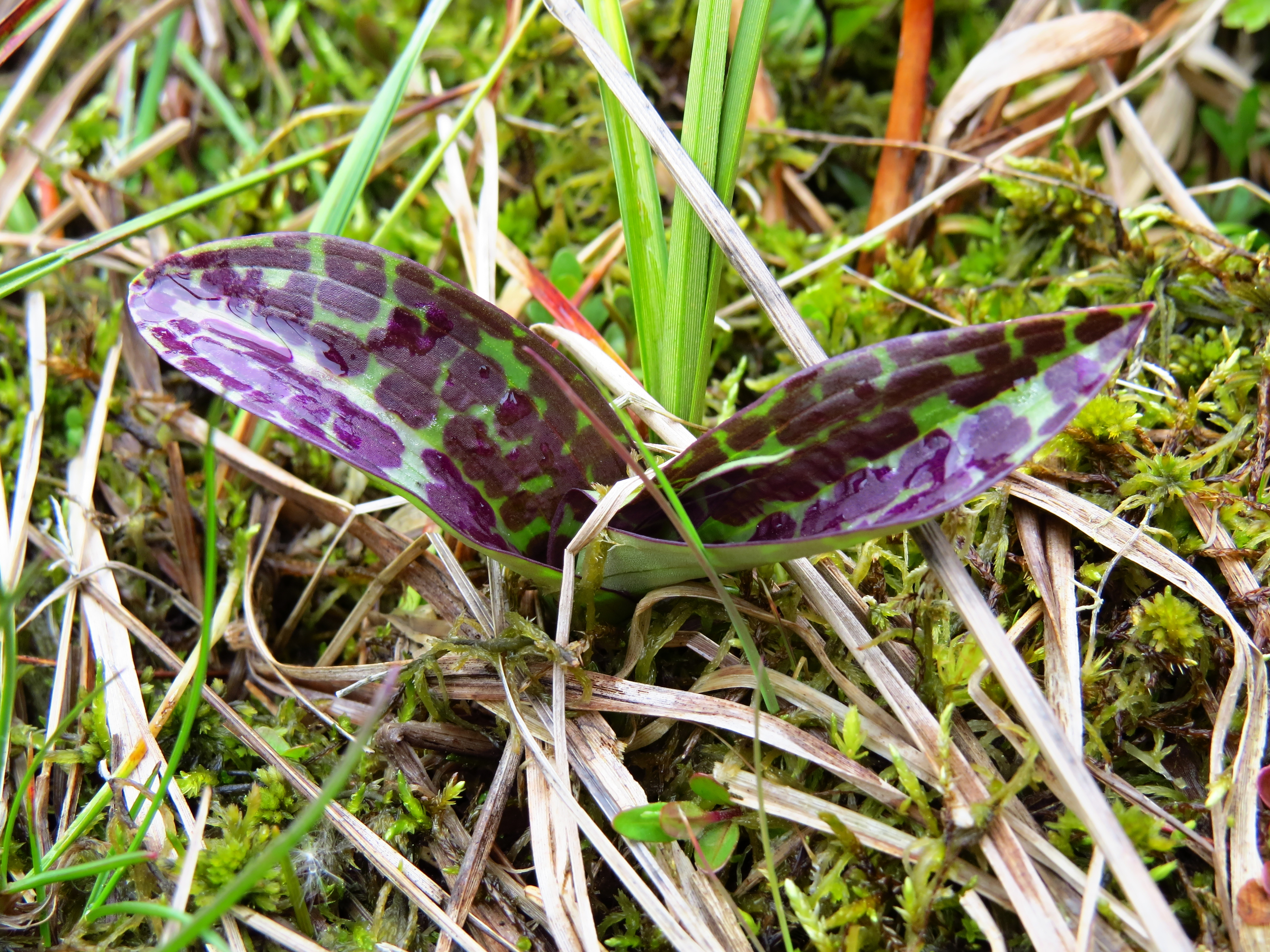
Listy prstnatce májového
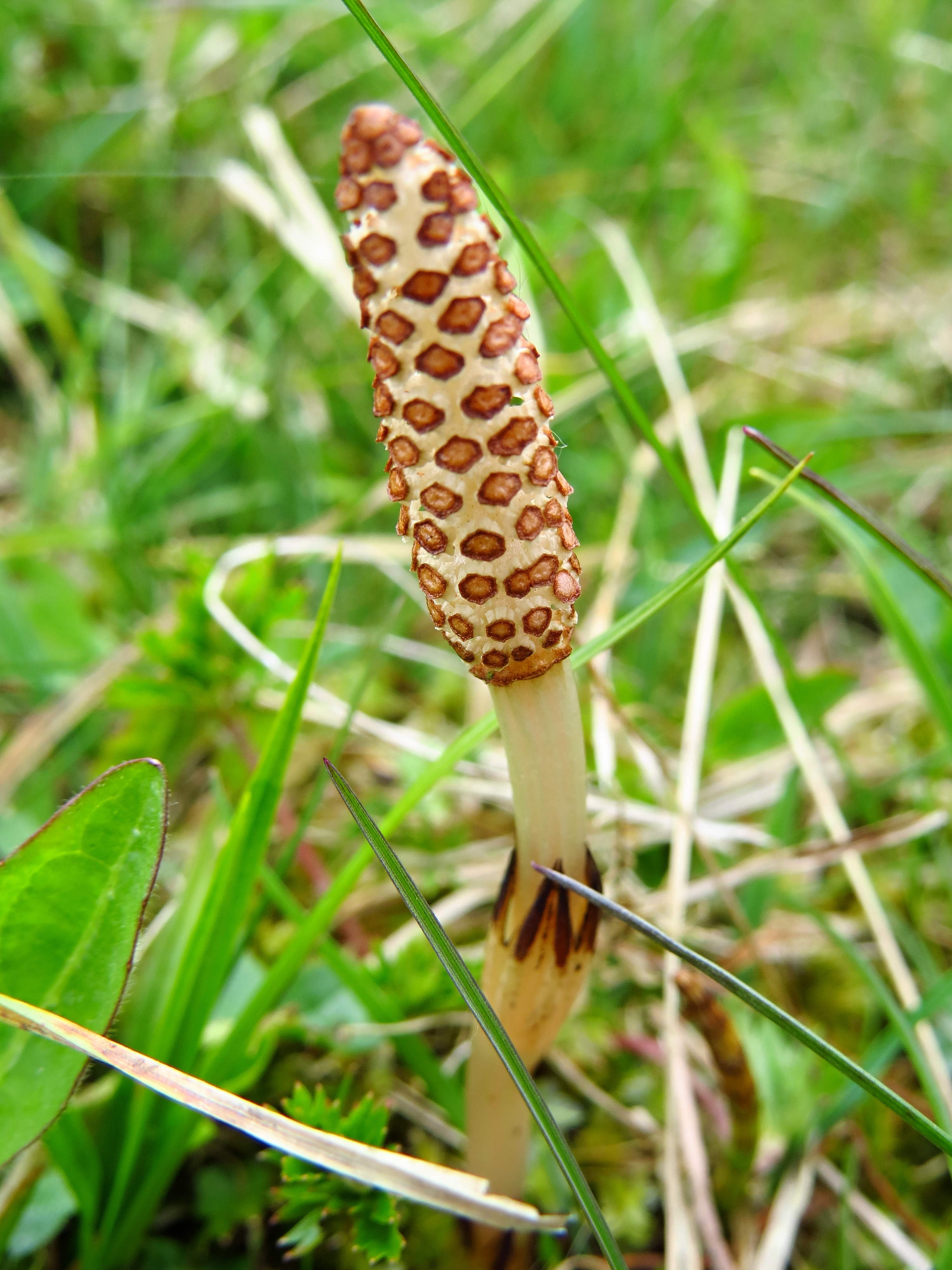
Přeslička rolní (jarní lodyha se strobilem)
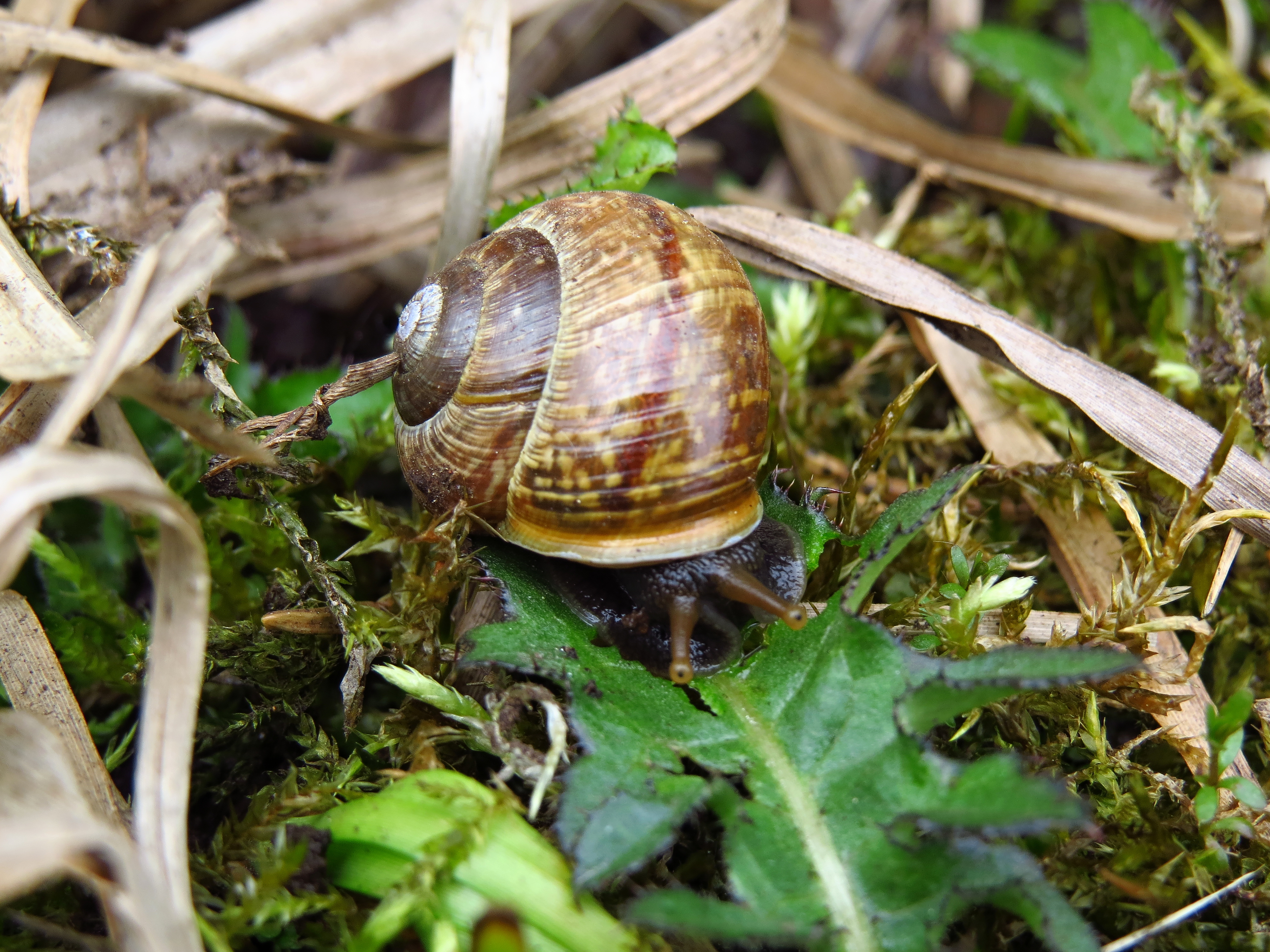
Hlemýžď
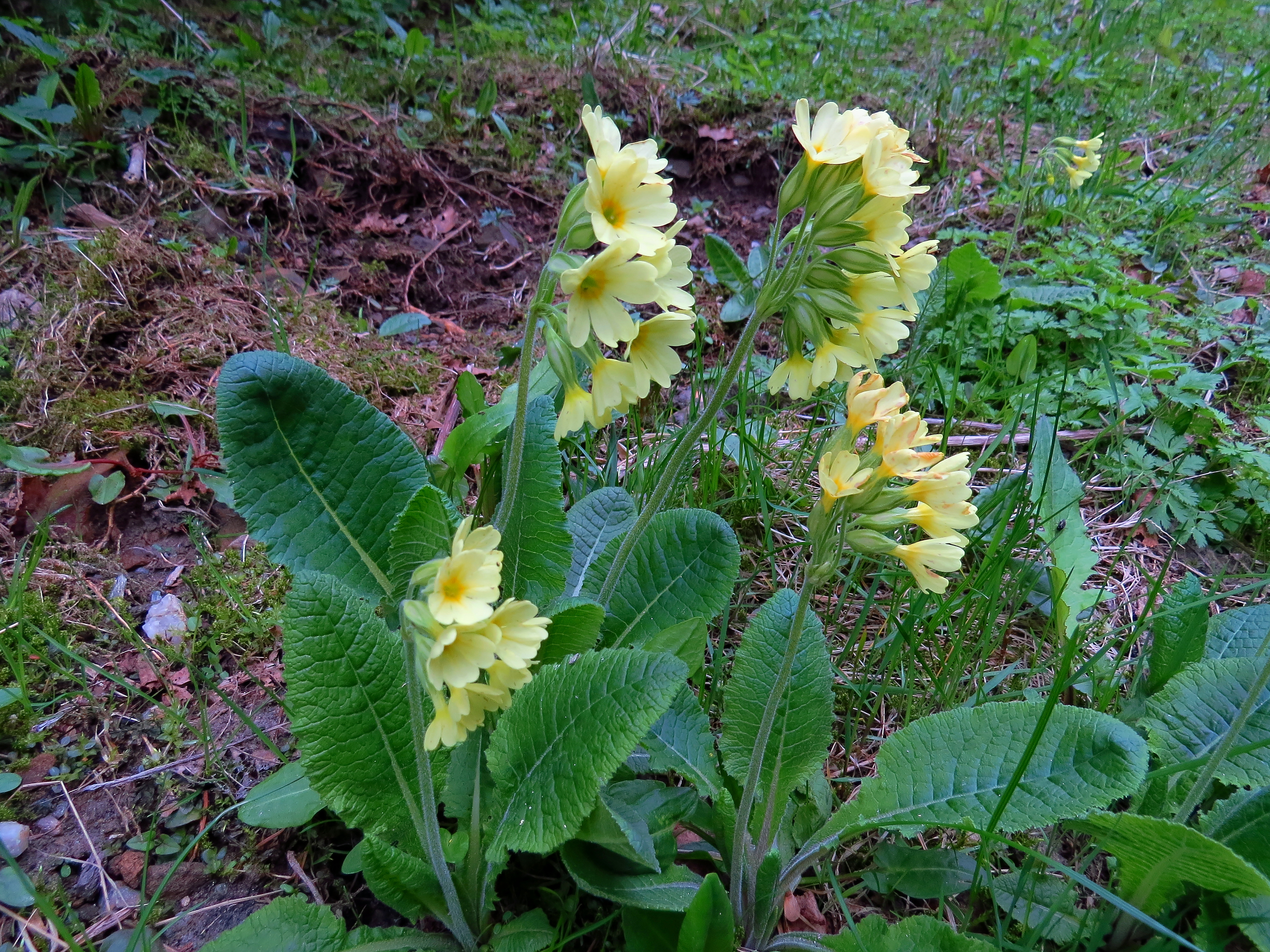
Prvosenka vyšší